# Kimbirila-Sud
Kimbirila-Sud est sous-préfecture du département de samatiguila, située dans la région du Denguélé en Côte d'Ivoire, pays d'Afrique de l'ouest.
La population y est essentiellement constituée de Malinkés.
Kimbirila-Sud est située sur l'axe routier Odienné et Samatiguila à 24 kilomètres d'Odienné et 13 kilomètres de Samatiguila.la population est entièrement musulmane et vit de l'agriculture. Les principales cultures vivrières sont le maïs et le riz. La culture du sorgho autrefois prospère est en déclin à cause des perturbations du régime de la pluviométrie qui ne permet plus aux variétés essentiellement de cycle long ne boucler correctement leur cycle de production. En outre, la transhumance des bœufs dans l'ensemble de la région du Kabadougou détruisant les cultures a contribué au découragement des agriculteurs dans la production du sorgho. La population cultive aussi l'arachide et les légumes. La principale culture de rente est la noix de cajou (noix de l'anacarde) qui a remplacé celle du coton qui est en déclin.